# USS Mullany (DD-528)
ROCS Chin-yang (DD-9) à partir de 1971
Pour les autres navires du même nom, voir USS Mullany.
L'USS Mullany (DD-528) est un destroyer de la classe Fletcher en service dans la Marine des États-Unis pendant la Seconde Guerre mondiale. Il a été nommé en l'honneur du contre-amiral (Rear admiral) James Robert Madison Mullany (1818–1887), qui a servi pendant la guerre civile américaine.

## Construction
Le Mullany s'appelait à l'origine le Beatty (DD-528), mais il a été rebaptisé le 28 mai 1941.
Sa quille est posée le 15 janvier 1942 au chantier naval Union Iron Works (Bethlehem Shipbuilding Corporation) de San Francisco, dans l'état du état de Californie. Il est lancé le 10 octobre 1942; parrainé par Mme Elton W. Grenfelt, et mis en service le 23 avril 1943.

## Historique

### Service dans la marine américaine

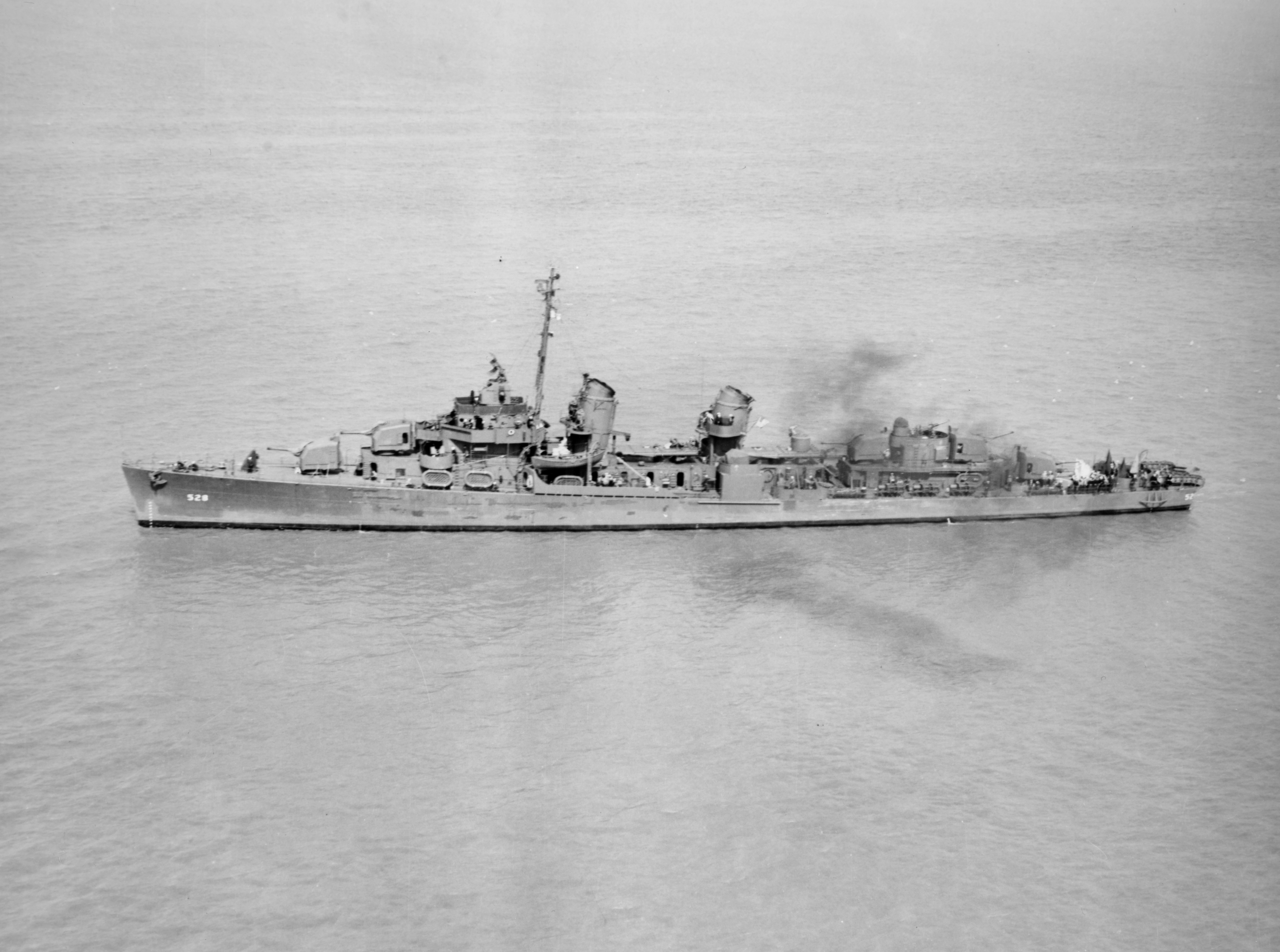
Le Mullany dans la baie de San Francisco en mai 1943.

Après un entraînement au large de San Diego et une escorte dans les Aléoutiennes, le Mullany rejoint la 7e Flotte (7th Fleet) dans le sud-ouest du Pacifique en décembre 1943. Sa première action a lieu du 2 au 4 mars 1944, lorsqu'il protège les dragueurs de mines qui dégagent les approches du port de Seeadler (Seeadler Harbor), dans les îles de l'Amirauté, avant les débarquements amphibies sur Los Negros, l'île qui forme le côté nord-est du port. Attirant les tirs japonais, le Mullany réduit au silence les défenses japonaises du port avec des tirs de 5 pouces, ce qui permet aux dragueurs de mines d'accomplir leur mission vitale. Les deux jours suivants, le Mullany tire pour soutenir les troupes américaines qui se battent à terre.
Lors de l'invasion du golfe de Leyte par le navire amiral de la 7e Flotte, le USS Wasatch (AGC-9), le Mullany a fait feu pour repousser neuf attaques aériennes ennemies entre le 20 et le 29 octobre, puis a pris la mer pour une révision à San Francisco. Après un entraînement près d'Hawaï en janvier 1945, il rejoint la Task Force 54 (TF 54) pour l'invasion d'Iwo Jima, vers laquelle il escorte des transports de troupes. Après avoir tiré lors du bombardement précédant l'invasion, il a aidé les troupes à débarquer et à combattre sur le rivage, frappant des grottes et des nids de mitrailleuses sur le mont Suribachi le 19 février.
Le 6 avril 1945, alors qu'il était en service de piquet anti-sous-marin pour surveiller la force d'invasion d'Okinawa, le Mullany a ouvert le feu sur un avion kamikaze japonais à 17h45. Quelques secondes plus tard, l'avion de chasse a été touché par de nombreux impacts, mais il a réussi à rester en vie. Le commandant Albert O. Momm ordonne au navire de virer hors de la trajectoire du kamikaze, mais ne parvient pas à s'écarter à temps. L'avion s'est écrasé sur le rouf arrière. Les grenades sous-marines du navire explosent avant que les équipes de contrôle des dégâts n'aient pu dégager tous les blessés du métal tordu et des munitions en train d'exploser. Dans les 20 minutes qui suivent, trois autres avions ennemis attaquent le Mullany en détresse. Ses mitrailleurs avant en abattirent deux et repoussèrent l'autre.

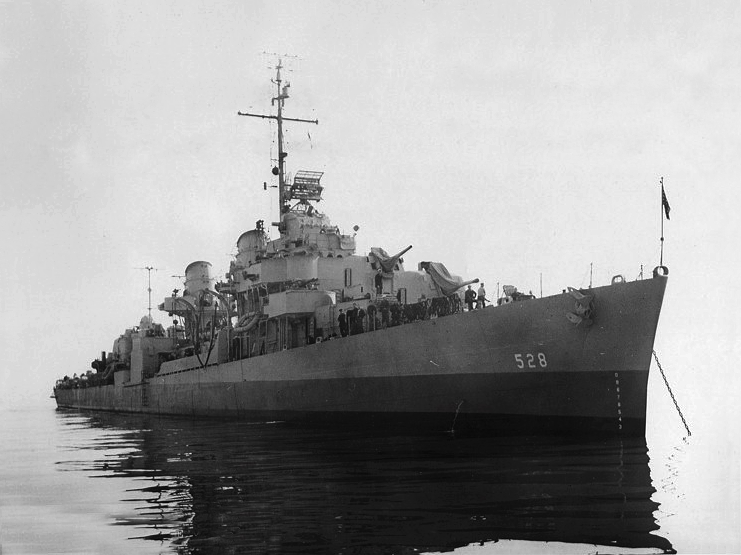
Le Mullany au large du chantier naval Hunters Point Naval Shipyard le 6 janvier 1945

Une heure plus tard, Momm reçut un rapport indiquant que la cloison de l'un des magasins arrière était chaude et qu'une explosion était apparemment imminente. De nombreux officiers du navire avaient vu les conséquences désastreuses d'une explosion de magasin, et à 18h29, Momm donna l'ordre d'abandonner le navire. Le destroyer USS Gherardi  (DMS-30) se tient prêt à accueillir les survivants tandis que son équipe de sauvetage et d'assistance continue de pulvériser de l'eau sur le Mullany. Le dragueur de mines USS Execute (AM-232) a sauvé 70 membres de l'équipage du Mullany de l'eau. Le Execute s'est ensuite rapproché et a aidé à lutter contre les incendies. Dans les heures qui ont suivi, le destroyer USS Purdy (DD-734) s'est approché du navire en feu et a éteint les flammes. L'explosion attendue ayant été évitée grâce à la perforation des réservoirs de carburant et d'eau qui ont inondé les compartiments situés au-dessus du magasin chaud, le commandant Momm a ramené un équipage réduit à bord à 23h00. Une fois les incendies éteints, le Execute tente de se faire remorquer à l'aide de son engin de sauvetage. Au début, le Mullany est remorqué à faible vitesse. Avec l'augmentation de la vitesse, le câble de remorquage s'est rompu et la tentative de remorquage a été interrompue. L'équipage du Mullany réussit alors à éteindre une chaudière, et le Mullany s'éloigne en boitant sur un arbre d'hélice pour Pearl Harbor et San Francisco, arrivant le 29 mai. Le courage et la détermination ont permis de sauver le navire, mais 21 membres de l'équipage ont été tués, neuf portés disparus et 36 blessés.

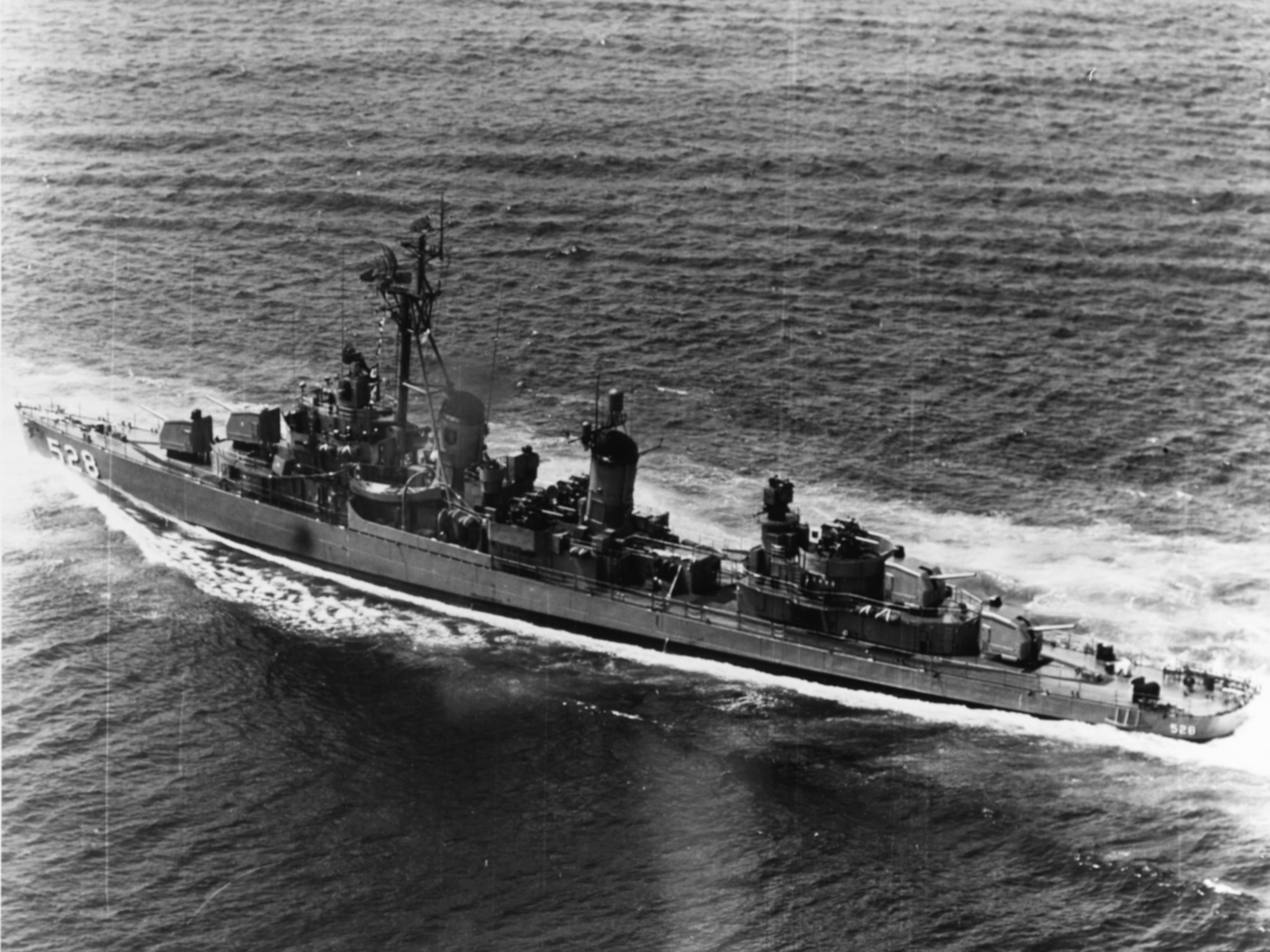
Le Mullany en route à la fin des années 1950

Entièrement réparé, le Mullany prend la mer le 25 septembre pour rejoindre le canal de Panama et la Flotte de l'Atlantique (Atlantic Fleet), jusqu'à sa mise hors service le 14 février 1946 pour rejoindre la Flotte de réserve (Reserve Fleet) à Charleston, en Caroline du Sud.
Remis en service le 8 mars 1951, le Mullany a rejoint la Flotte de l'Atlantique (Atlantic Fleet) et, en janvier 1954, il avait effectué trois déploiements en Méditerranée pour participer aux missions de maintien de la paix de la 6e flotte (6th Fleet).
Avec son escadron, le 18e escadron de destroyers (Destroyer Squadron 18 - DesRon 18), le Mullany a quitté la base navale de Newport (Naval Station Newport) dans le Rhode Island, le 1er décembre 1954 pour San Diego, où l'escadron a été redésigné 21e escadron de destroyers (Destroyer Squadron 21 - DesRon 21) pour servir dans la Flotte du Pacifique (Pacific Fleet). Au cours des dix années suivantes, le Mullany a servi huit fois dans le Pacifique occidental avec la 7e Flotte, participant à des opérations de patrouille et de formation essentielles à la protection de la liberté en Asie.

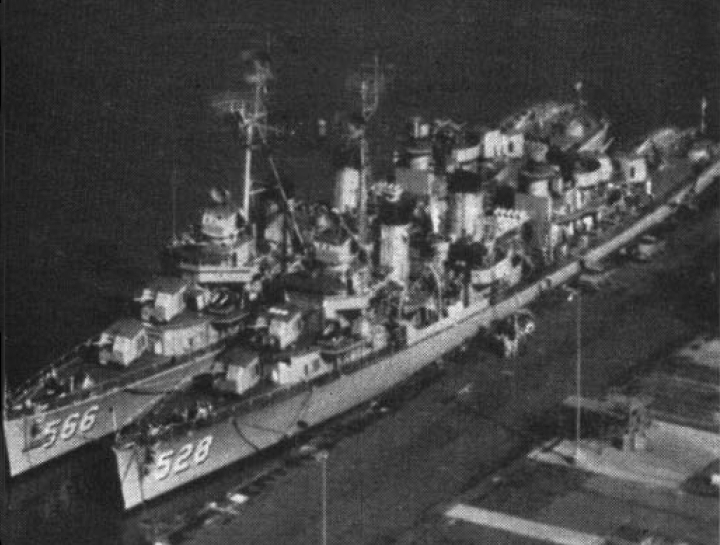
Le Mullany et le à Pearl Harbor en 1960

Le vétéran Mullany est retourné au combat lors de sa neuvième croisière sur la côte asiatique, en surveillant le porte-avions USS Independence (CVA-62) lors d'opérations aériennes au large du Viêt Nam en 1965, et en servant de navire de défense portuaire à Da Nang. Le 6 juillet 1965, les canons de cinq pouces du Mullany ont été utilisés pour la première fois depuis Okinawa. Cette fois-ci, il s'agissait de soutenir le débarquement du 7e régiment de marines américains (7th Marine Regiment) à Qui Nhon. Au cours de cette croisière, le Mullany rencontre le premier navire espion soviétique connu au large des côtes vietnamiennes. Le "Ivan", comme l'équipage de Mullany l'a surnommé, était déguisé en navire de pêche. Le Mullany a "suivi" le Ivan pendant plusieurs jours, recueillant des renseignements vitaux avant de confier cette tâche à un remorqueur de la Flotte. L'année suivante, il retourne sur la côte vietnamienne pour rechercher et détruire des embarcations transportant des fournitures ennemies. Du 20 au 30 novembre 1966, il détruit 28 embarcations ennemies et en endommage 26 autres avec ses canons de 5 pouces. Il a protégé le porte-avions USS Ticonderoga (CVA-14) jusqu'à son départ pour San Diego en mars 1967. Après une révision au chantier naval de Long Beach (Long Beach Naval Shipyard), le Mullany a passé le reste de l'année à effectuer des entraînements de remise à niveau et des opérations locales au large de la Californie.
En février 1968, il est à nouveau déployé dans le Pacifique occidental. Le 24 avril 1968, les positions du 1er Bataillon du 26e régiment de Marines (26th Marine Regiment - 26th Marines) à Wunder Beach, à l'est de Quảng Trị, ont été touchées par 11 à 15 tirs du navire, tuant deux Marines. Le 9 juillet 1968, le Mullany a quitté les eaux vietnamiennes pour la dernière fois. En 137 jours de mer, il a parcouru 74 767 km, soit près de deux fois le tour de la Terre. En 25 ans de carrière, il aura fait plus de 40 fois le tour du monde. Après une visite à Auckland, en Nouvelle-Zélande, il est rentré à San Diego en septembre.
Basé à Long Beach, le Mullany passe les deux années suivantes à parcourir la côte ouest en tant que navire-école de réserve. En 1971, le Mullany est le plus vieux destroyer en service actif. Il est désarmé et rayé du registre des navires de guerre (Naval Vessel Register) le 6 octobre 1971, et vendu à la République de Chine pour 150 000 dollars, plus 3 000 dollars de "frais administratifs".

### Service en République de Chine
Le 9 décembre 1969, le navire a fait l'objet d'une révision et d'un chantier naval spécial Wujin n° 1. Le système original de contrôle et de commandement des tirs Mark 37 a été remplacé par le système de contrôle et de commandement des tirs Wuyi. En 1971, l'achèvement en mai a considérablement augmenté la puissance de combat du navire.
Transféré à la marine de la République de Chine le 6 octobre 1971, le navire a été renommé Chin-yang（慶陽）.
En décembre 1974, le navire a commencé l'installation du missile Hsiung Feng II au chantier naval n° 1. L'installation est achevée en mai 1975.
Le 2 avril 1975, à 10h10, le DDG-909 a lancé avec succès le premier missile surface-air de l'histoire de la marine de la République de Chine, marquant ainsi l'ère des missiles pour la marine de la République de Chine. Le  Chin-Yang (DDG-909) a servi la marine de la République de Chine pendant 26 ans et a été commandé par 20 officiers. Sa mission consistait à patrouiller dans le détroit de Taïwan et dans les eaux environnantes pour effectuer des convois au large des îles, des missions de soutien et de ravitaillement, des missions de flottille et d'autres missions. Le navire a joué un rôle important dans la constitution de la force navale et la préparation au combat de la flotte, en assurant la sécurité du détroit de Taïwan et des communications maritimes.
Le système d'armement du navire a été progressivement modifié et, en janvier 1976, son numéro de coque a été changé en DD-947.
Plus tard, le 1er octobre 1979, son numéro de coque a été changé en DD-909.
Le navire a ensuite été modifié par Wujin n°1 pour devenir un destroyer lance-missiles, DDG-909.
Il a été radié le 16 juillet 1999 et coulé comme récif artificiel le 1er novembre 2001.
L'ancre et l'hélice du navire sont exposées au parc d'histoire militaire de Mantou, à Tainan. L'un de ses canons, l'autre ancre et l'hélice sont exposés au parc Yuanzhiluxiuxian, à Tainan. Un autre canon de 5 pouces a été déplacé à bord du navire-musée USS Sarsfield (DD-837), dont l'ancre et l'hélice se trouvent à Dayuan.

## Décorations
Le Mullany a reçu 7 battle stars (étoiles de combat) pour son service pendant la Seconde Guerre mondiale.